# Jaume Aurell
Jaume Aurell (Barcelona, 29 de julio de 1964) es un historiador, medievalista y catedrático español, de Historia medieval en la Universidad de Navarra.

## Biografía
Hijo de un químico, procedente de una familia de industriales textiles catalanes, y de una escritora y política, que dirige un foro de educación secundaria y familia. El matrimonio tuvo seis hijos. Uno de ellos, Martín, fue también catedrático de Historia medieval en la Universidad de Poitiers (Francia). Jaume es el quinto.
Estudió Historia medieval entre la Universidad de Barcelona y la Universidad Rovira i Virgili de Tarragona (1982-1987). Posteriormente realizó la tesis doctoral (1987-1995), sobre la cultura de los mercaderes de la Barcelona del siglo XV, trabajando centenares de documentos notariales, fundamentalmente mercantiles, especialmente inventarios, testamentos y capítulos matrimoniales. Tras unos años de profesor del departamento de historia medieval de la Universidad de Barcelona, en 1998 se trasladó a Pamplona, donde es catedrático de Historia medieval en la Universidad de Navarra. Es especialista en Historiografía medieval y contemporánea. En la Universidad de Navarra, fue decano de la facultad de Filosofía y Letras (2008-2012).
En 2014 fue nombrado Director del Instituto Empresa y Humanismo. Desde allí promueve un fructífero diálogo entre humanistas, empresarios y políticos para reforzar la sociedad civil. Dirige también el grado en PPE (Politics, Philosophy, Economics) y es miembro del grupo de investigación “Religión y Sociedad Civil” del Instituto Cultura y Sociedad de la Universidad de Navarra.

### Campos de investigación
Ha simultaneado la docencia con la investigación, centrada en tres campos: Historia medieval, Historiografía contemporánea e Historia de Occidente.  
Su itinerario de investigación se ha desarrollado en tres etapas:
- La cultura mercantil bajomedieval (1987-1998), en el que destaca el libro que publicó conjuntamente con el filósofo Alfons Puigarnau, La cultura del mercader en la Barcelona del siglo XV (1998);
- Sus investigaciones sobre la historiografía medieval (1998-2012),[7] culminaron con la publicación de Authoring the Past: History, Autobiography, and Politics in Medieval Catalonia (2012);
- El estudio de la teología política, junto con los ritos y ceremonias de ascensión real (2012-2020), dieron como fruto la monografía Medieval Self-coronations: the History and Symbolism of a Ritual (2020).

Junto a ello, ha profundizado en las relaciones entre Historia y autobiografía, destacando su Theoretical Perspectives on Historians’ Autobiographies: From Documentation to Intervention (2015).
Simultaneó periodos de investigación en las universidades estadounidenses de Berkeley, UCLA y Stanford, con la docencia en otros centros de educación superior americanos: Universidad Católica de Chile, Universidad Adolfo Ibáñez de Chile, Universidad Autónoma de México y la Fundación para la Historia de España en Argentina (FHE).
A lo largo de su carrera, ha intentado combinar siempre proyectos relacionados con la teoría y con la práctica. Sus intereses temáticos se dirigen a la exploración del carisma de los reyes medievales, utilizando como base la metodología de la teología política, y una aproximación interdisciplinar del concepto del carisma. En el campo teórico, ha iniciado un análisis sobre el concepto de lo clásico en la historiografía, que le llevará también a explorar los conceptos vecinos del canon y los géneros históricos.

### Comités editoriales
- Miembro del Comité Editorial y promotor de la revista Rethinking History. The Journal of Theory and Practice.
- Coeditor de la Colección Medieval and Early Modern Political Theology (ed. Brepols)

## Publicaciones
Entre sus publicaciones, destacan:
- La cultura del mercader en la Barcelona del siglo XV, Barcelona: Omega, 1998, XVIII, 363 pp., ISBN: 84282-1090-X.
- La escritura de la memoria. De los positivismos a los postmodernismos, Valencia: Universitat de València, 2005, 254 pp., ISBN: 9788437060439.[9]
- Authoring the Past: History, Autobiography, and Politics in Medieval Catalonia, Chicago: The University of Chicago Press, 2012, 315 pp., ISBN: 9780226032320.[10]
- Comprender el pasado. Una historia de la escritura y el pensamiento histórico (junto a Catalina Balmaceda, Peter Burke y Felipe Soza), Tres Cantos (Madrid): Akal, 2013, ISBN: 9788446037279.[11]
- Theoretical Perspectives on Historians’ Autobiographies, New York: Routledge, 2015, 279 pp., ISBN: 9781138934405.
- La historiografía medieval. Entre la historia y la literatura, València: Universitat de València, 2016, 181 pp., ISBN: 9788437099224.[12]
- Rethinking Historical Genres in the Twenty-First Century, London: Routledge, 2017, 172 pp., ISBN: 9780367029753.
- Genealogía de Occidente, Barcelona: Pensódromo, 2017, 337 pp., ISBN: 9788494705045.
- Medieval Self-coronations: the History and Symbolism of a Ritual, Cambridge: Cambridge University Press, 2020, 340 pp.; ISBN: 978-1-108-84024-8.[13]
- Legado de gigantes, Barcelona, Rosamerón, 2025, 320 pp.; ISBN: 978-8412980042.[14]